# Lliberts creek
Els lliberts creek són afroamericans que eren antics esclaus de membres de la tribu Muscogee Creek abans de 1866; foren alliberats (emancipats) pel Tractat amb els Estats Units de 1866 i els garantiren la ciutadania en la Nació Creek. Els lliberts creek havien viscut i treballat la terra en Territori Indi abans de la Guerra Civil dels Estats Units. El terme també inclou els seus descendents. Molts han tenen ascendència part de sang creek.
La majoria dels lliberts eren antics esclaus de membres de la tribu que havien viscut en els dos territoris alt i baix creek al sud-est. En alguns pobles, els ciutadans creek es casaren amb homes o dones esclavitzades, i tenien fills mestissos. Els matrimonis interracials eren comuns durant aquest temps, i molts lliberts creek eren en part d'ascendència índia creek.
Com que els muscogee (creek) en la seva majoria es va aliar amb la Confederació, després de la victòria de la Unió en la Guerra Civil, en 1866 els Estats Units requeriren un nou tractat internacional amb la Nació Creek. Reclamaren l'emancipació dels esclaus i la inclusió dels lliberts com a ciutadans de ple dret de la nació Creek, elegibles amb dret de vot i compartit anualitats i assentament de terra. El tractat demanà la meitat occidental del territori (posteriorment anomenat Terres no Assignades) perquè els Estats Units poguessin assentar els lliberts per a la liquidació dels lliberts i altres tribus d'indis americans. Els creeks es van veure obligats a cedir 13.154,5 km² de terra, per la qual cosa els Estats Units es va comprometre a pagar la suma de trenta (30) centaus per acre, que ascendia a 975.165 dòlars. L'article 4 del tractat dels Estats Units de 1866 deia que els Estats Units farien un cens de la tribu creek, per incloure als lliberts.
En 1893 la Comissió Dawes sota la direcció de Henry L. Dawes va ser establerta per una llei del Congrés. La Llei de Dawes, en un esforç continu d'assimilació dels amerindis, va dirigir la ruptura de les terres tribals comunals i l'assignació de parcel·les individuals. Tots els membres de cada tribu van haver de ser registrats per l'assignació de terres. El canvi de les terres comunals va ser un intent de forçar als nadius americans per assimilar i adoptar mètodes euroamericans d'ús de la terra. En 1898 els funcionaris dels Estats Units van crear els Registres Dawes per documentar la pertinença tribal per a tals assignacions, inclosos els ciutadans lliberts creek, en la nació creek. La inscripció per als registres Dawes es va perllongar fins al 26 d'abril de 1906. Els registres finals Dawes constitueixen un registre dels avantpassats documentats de lliberts creek.
Els Registres Dawes han adquirit gran importància perquè les tribus han depès cada vegada més d'ells com a registres dels avantpassats per determinar l'origen i la pertinença tribal per les reivindicacions de terres i altres beneficis. Els crítics sostenen que es van cometre molts errors en la forma en què es van registrar els individus. Per exemple, encara que molts lliberts eren d'ascendència creek, es van incloure només als registres de lliberts, el que va reduir la seva qualificació de pertinença tribal en anys posteriors. El tractat de pau de 1866 els va concedir la plena ciutadania i drets, independentment de la proporció d'ascendència índia. Atès els canvis en el codi Creek el 2001 de les normes per a ser membre de la Nació, els problemes s'han tornat més controvertits.
La majoria dels lliberts creek eren agricultors. Van conrear la terra i amb les seves pròpies abelles van fer mel, així com el tàrtar Grayson, conegut com el "Great Bee Man". Els fills de lliberts creek van assistir a escoles segregades racialment, però vivien en territori creek com a ciutadans de la nació creek.